# Biforium

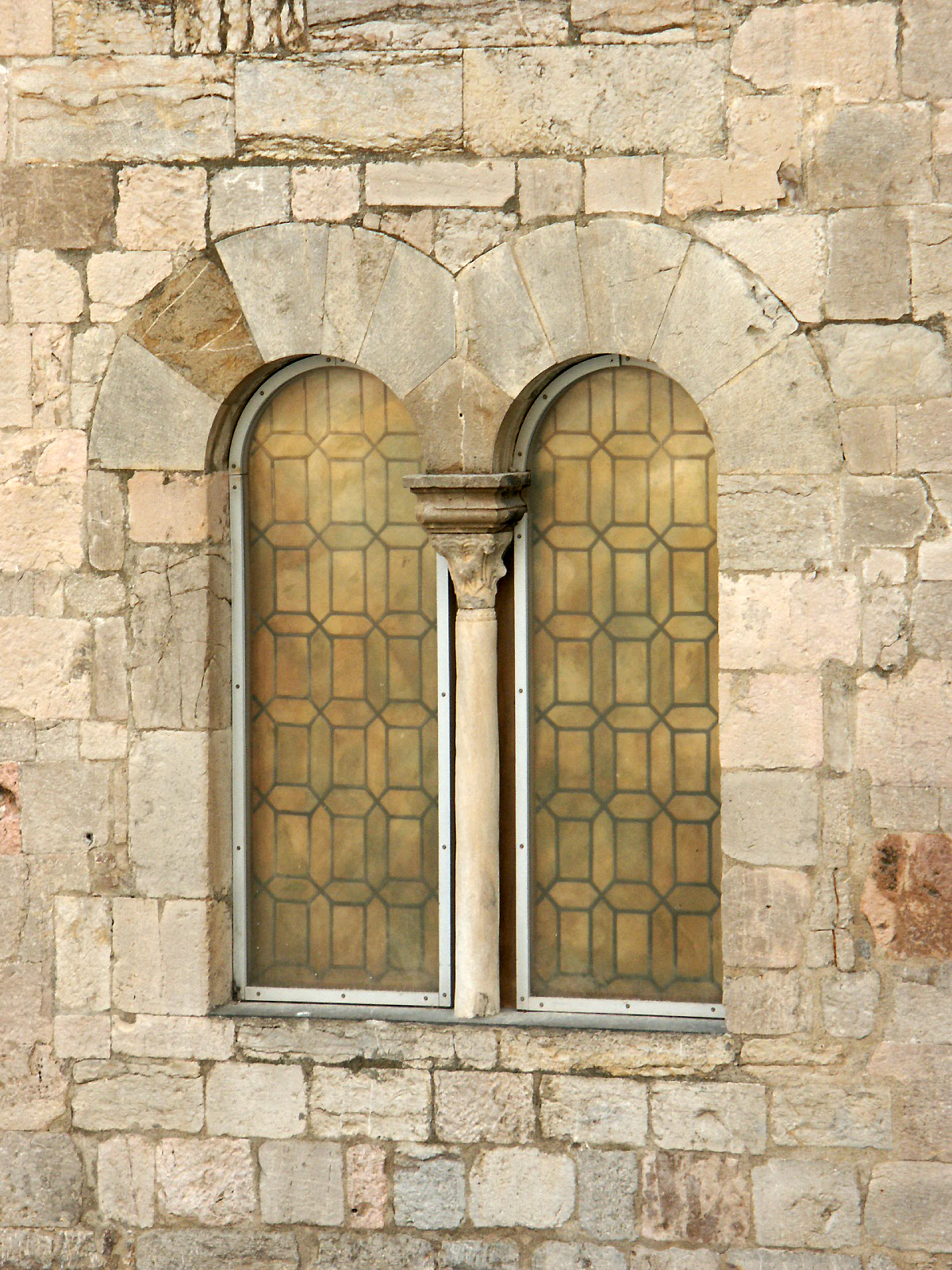
Biforium w wieży Templariuszy w Hyères

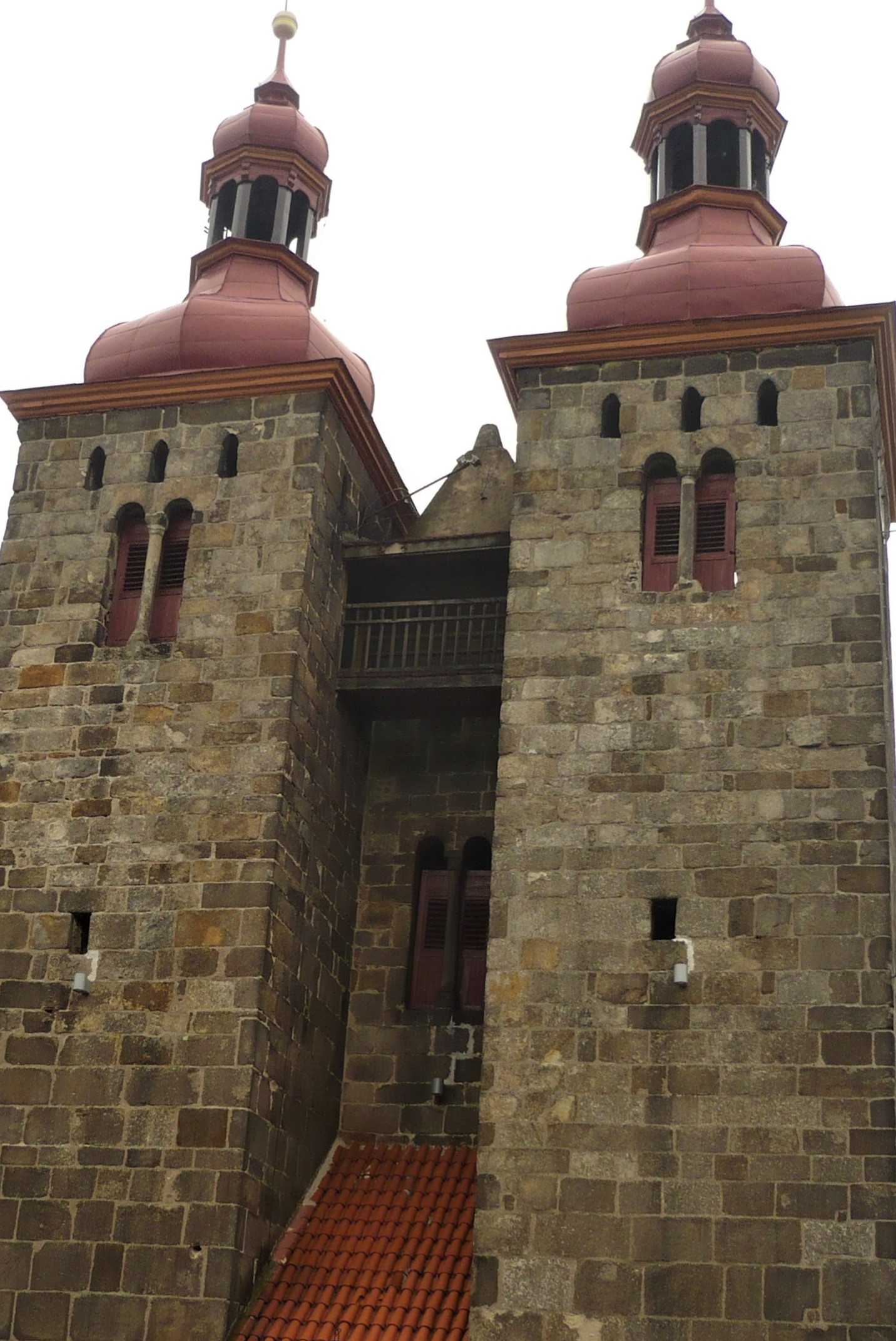
Biforia w kościele w Wierzbnej

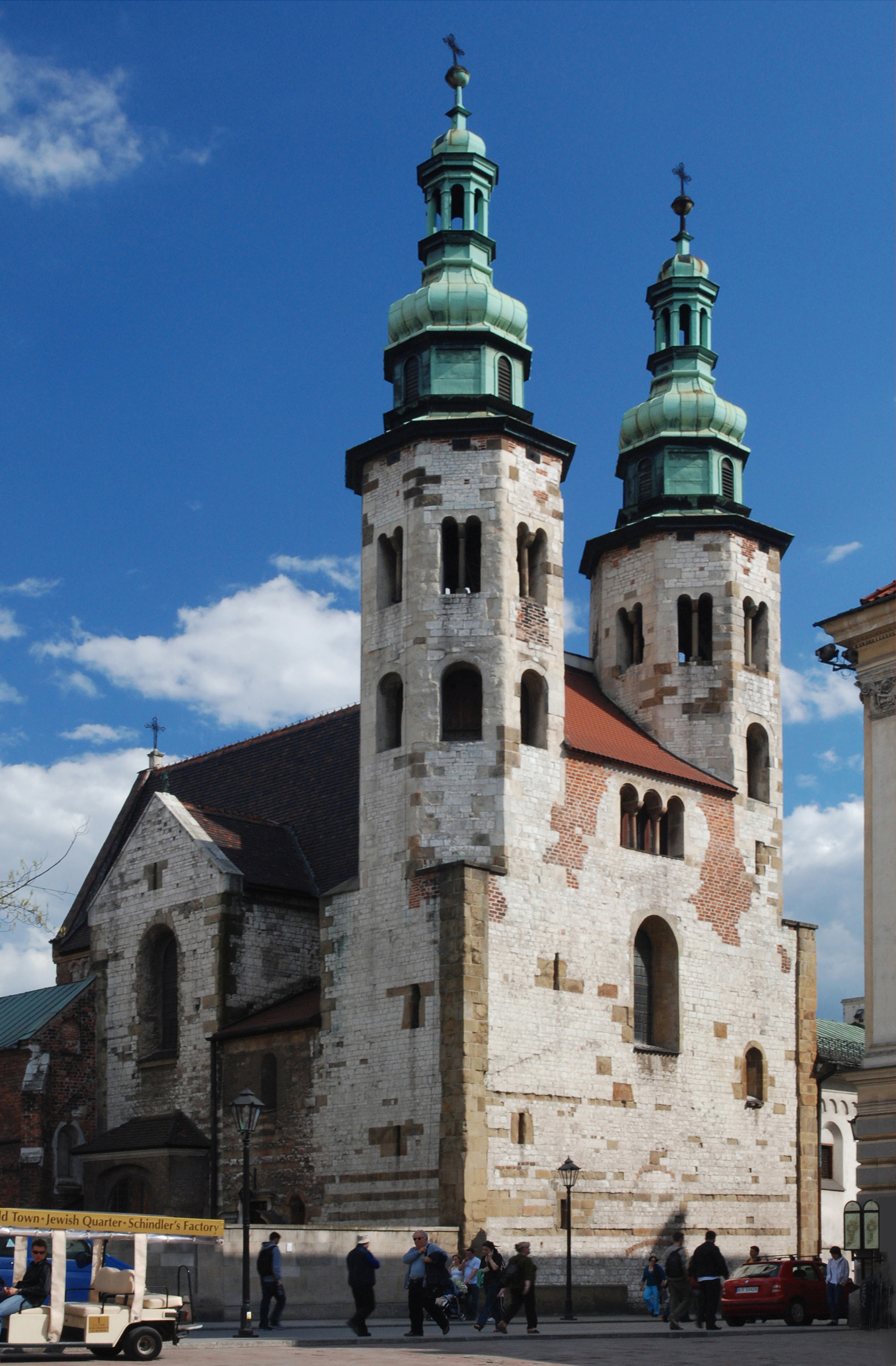
Biforia w kościele św. Andrzeja (Kraków)

Biforium, bifora (z łac. biforis – dwudrzwiowy) – arkadowe okno lub przeźrocze podzielone najczęściej kolumienką lub słupkiem na dwie części.
Biforia były charakterystyczne dla budownictwa romańskiego, gotyckiego i historyzmu w XIX wieku nawiązującego do romanizmu.